# یواس‌اس یورک‌تان (سی‌وی-۱۰)
یواس‌اس یورک‌تون (سی‌وی-۱۰) (به انگلیسی: USS Yorktown (CV-10)) یک کشتی است که طول آن As built:
۸۲۰ فوت (۲۵۰ متر) waterline
۸۷۲ فوت (۲۶۶ متر) overall می‌باشد. این کشتی در سال ۱۹۴۳ ساخته شد.
این کشتی یکی از ۲۴ ناو هواپیمابر کلاس Essex است که در طول جنگ جهانی دوم برای نیروی دریایی ایالات متحده ساخته شده‌است. نام آن از نبرد یورک تاون در جنگ انقلابی آمریکا گرفته شد و چهارمین کشتی نیروی دریایی ایالات متحده است که این نام را به خود اختصاص داده‌است. در ابتدا Bonhomme Richard نامیده می‌شد، و برای یادبود از دست دادن USS Yorktown (CV-5) در نبرد میدوی در ژوئن ۱۹۴۲، در حالی که هنوز در حال ساخت بود، به Yorktown تغییر نام داد. Yorktown در آوریل ۱۹۴۳ به بهره‌برداری رسید و در چندین کارزار شرکت کرد.
یورکتاون در سال ۱۹۷۰ از رده خارج شد و در سال ۱۹۷۵ به کشتی موزه در پاتریوت پوینت ، مونت پلزنت ، کارولینای جنوبی تبدیل شد، جایی که او به عنوان یک بنای تاریخی ملی تعیین شد.